# Brush Prairie (Washington)
Brush Prairie az Amerikai Egyesült Államok északnyugati részén, Washington állam Clark megyéjében elhelyezkedő statisztikai település. A 2010. évi népszámlálási adatok alapján 2652 lakosa van.
Brush Prairie postahivatala 1871 óta működik. A település nevét az Elmarine Jane Bowman édesapjának földjén található lápról kapta.

## Népesség
A település népességének változása:
| Lakosok száma | 2384 | 2652 | 2749 |
|               | 2000 | 2010 | 2020 |

## Nevezetes személyek
- Dan Dickau, NBA-játékos[5]
- Gary Gray, színész[6]
- Gerry Staley, MLB-játékos[7]
- Richie Sexson, MLB-játékos[8]

## Fordítás
- Ez a szócikk részben vagy egészben  a   Brush Prairie, Washington című angol Wikipédia-szócikk ezen változatának fordításán alapul.  Az eredeti cikk szerkesztőit annak laptörténete sorolja fel. Ez a jelzés csupán a megfogalmazás eredetét és a szerzői jogokat jelzi, nem szolgál a cikkben szereplő információk forrásmegjelöléseként.